# آدریان یکم

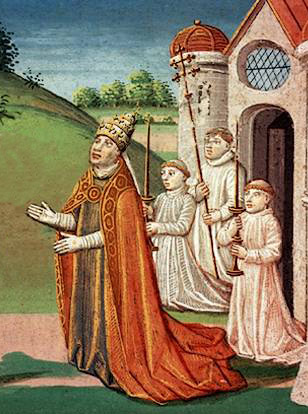

پاپ آدریان یکم (به انگلیسی: Adrian I) یکی از پاپ‌های کلیسای کاتولیک رم بود که در رم به دنیا آمد و از ۷۷۲ تا ۷۹۵ میلادی پاپ بود. او از معاصران شارلمانی بود.